# Icheri Shekher (metropolitana di Baku)
Icheri Shekher è una stazione della Linea 1 della Metropolitana di Baku, di cui rappresenta uno dei capolinea.
È stata inaugurata il 6 novembre 1967.